# Rosegaferro
45° 21' N 10° 49' E

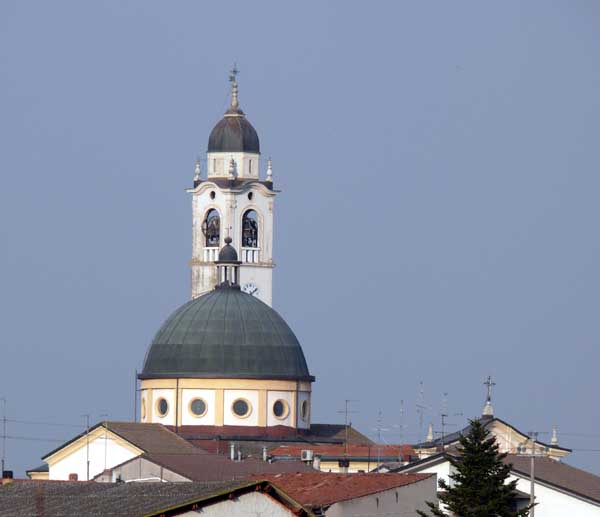
A igreja paroquial

Rosegaferro é uma fração comunal da comuna de Villafranca di Verona, província de Verona, Veneto, Itália, que tem cerca de 1.300 habitantes.

## História
Segundo alguns pesquisadores, o nome deriva do fato de que a terra, que rodeia a cidade é cheia de pedras, por isso corrói, (rosega em Vêneto) o arado em ferro.

## Pessoas notáveis
- Mario Zenari, (1946), cardeal

## Monumentos
- A igreja paroquial construída em 1754 foi ampliada com um plano em cruz latina em 1952.[2]

## Bibliografía
- Mario Franzosi, L'epigrafe romana di Rosegaferro di Villafranca, in Vita veronese : rivista mensile (Verona, Tipografia Ghidini e Fiorini), vol. 22, gennaio-febbraio 1969, pp. 4-5.
- Mario Franzosi, Iscrizione romana in Rosegaferro di Villafranca di Vr : aggiornamenti, in Studi e ricerche. Veneto Archeologico (Padova), nº 28, 1990.

## Outras imagens

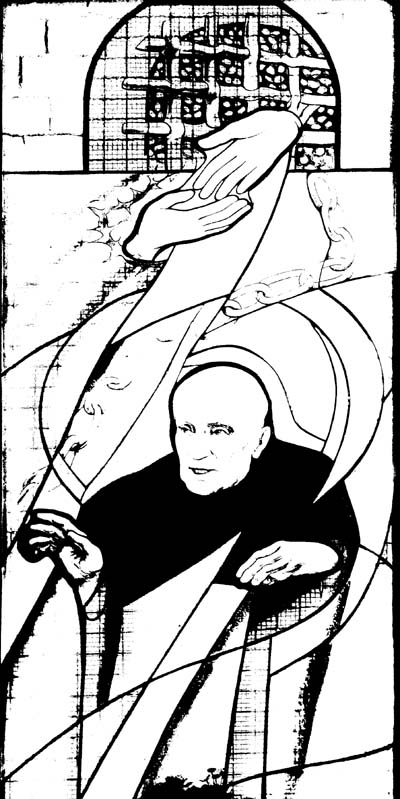
Vidro no tumulo de padre Girelli